# Mont-Saint-Léger
Mont-Saint-Léger é uma comuna francesa na região administrativa de Borgonha-Franco-Condado, no departamento de Alto Sona. Estende-se por uma área de 4,9 km². Em 2010 a comuna tinha 49 habitantes (densidade: 10 hab./km²).